# История Шарлоттауна
История Шарлоттауна отсчитывается с 1720 года, когда на месте современного города было основано первое французское военное поселение. С годами Шарлоттаун разросся, став крупнейшим городом и важным центром на Острове Принца Эдуарда.

## XVIII век
Первыми из европейцев, поселившихся в этой местности, были французы. В 1720 году акадийцы из крепости Луисбург основали поселение Порт-ля-Жуа в юго-западной части гавани напротив современного города. Мишель Аше-Галлан стал главой поселения и использовал свой шлюп для переправки акадийских поселенцев из Луисбурга.
Во время войны короля Георга остров был захвачен британцами. Французский офицер Жан-Батист Николя Рош де Рамезе послал 500 человек, чтобы атаковать британские войска в битве при Порт-ля-Жуа. Французам удалось убить или взять в плен сорок британских солдат.
Во время Семилетней войны поселение и весь остров перешли под контроль англичан. Французские поселенцы были депортированы с острова (это событие произошло спустя три года после первоначального изгнания акадийцев из Новой Шотландии). Недалеко от места заброшенного Порт-ла-Джой британцы выстроили форт Амхерст, чьё предназначение заключалось в защите входа в гавань. Шарлоттаун был выбран в качестве места для административного центра округа Куинс в колониальном обследовании 1764 года капитаном Сэмюэлем Холландом из Королевских инженеров. Через год Шарлоттаун стал колониальной столицей острова Иль-Сен-Жан. Дальнейшие обследования, проведенные между 1768—1771 годами, установили сетку улиц и общественные площади, которые можно увидеть в историческом районе города. Город получил своё имя в честь супруги короля Георга III королевы Шарлотты Мекленбург-Стрелицкой.
К 1771 году построена Старая Принстаунская дорога,  начинавшаяся в Шарлоттауне на пересечении улиц Юстон и Грейт-Джордж и ведшая на север.
17 ноября 1775 года во время войны за независимость США Шарлоттаун был разграблен каперами из Массачусетса. Во время атаки была украдена колониальная печать, а несколько заключенных, включая Филлипса Коллбека и Томаса Райта, были доставлены в Кембридж, Массачусетс, и позже освобождены.
В 1793 году губернатор Фаннинг выделил землю на западных границах общины для использования «Администратором правительства» (губернатором), и поэтому ее неофициально стали называть «Банк Фаннинга» или просто «Банк Фаннинга».
29 ноября 1798 года остров Сент-Джонс получил своё современное название остров Принца Эдуарда в честь принца Эдуарда, герцога Кентского и Стратернского, который был главнокомандующим в Северной Америке.

## XIX век
В 1805 году местный британский гарнизон построил оборонительное сооружение в гавани под названием «Форт Эдвард» к западу от набережной столицы, а «Батарея принца Эдуарда» обеспечивала оборону этого сооружения.
В 1835 году в Фэннингбэнк был построен Дом правительства в качестве резиденции губернатора колонии. Сегодня он служит официальной резиденцией вице-губернатора.
17 апреля 1855 года Шарлоттаун был включен в качестве города, проведя свое первое заседание совета 11 августа того же года. На момент включения в состав общины входило 6500 жителей.
Между 1 и 7 сентября 1864 года в Шарлоттауне прошло то, что сейчас называется Шарлоттаунской конференцией. Хотя многие встречи и переговоры, которые привели к Канадской конфедерации, проводились в Доме провинции, различные общественные мероприятия выплеснулись на окружающее сообщество.
14 июня 1873 года «Ферма дома правительства» в Фаннинг-Бэнк была объявлена муниципальным парком, названным Парком Виктории в честь королевы Виктории. Остров Принца Эдуарда вошел в Конфедерацию 1 июля 1873 года.
В 1885 году статус муниципалитета был повышен до статуса города.